# Persillade

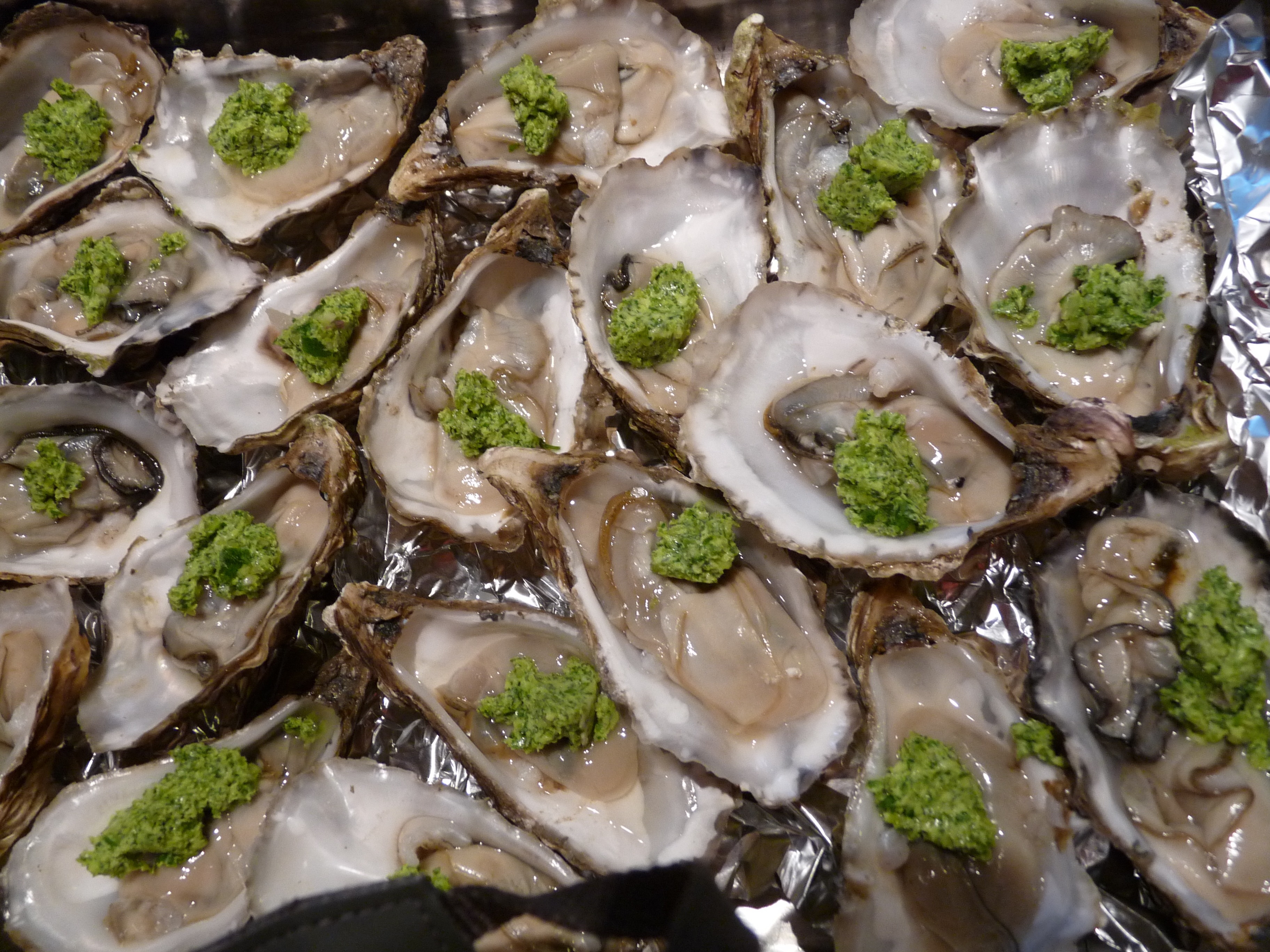
Persillade com ostras

Persillade (pronúncia em francês: [pɛʁsijad]) é um molho ou tempero mistura de salsa (em francês:  persil) picado juntamente com os temperos, incluindo o alho, as ervas, o óleo e o vinagre.
Em sua forma mais simples, apenas com salsa e alho, é um ingrediente comum em muitos pratos, parte de um mise en place. Se adicionado no início de cozimento, torna-se suave, mas quando é adicionado ao final do cozimento ou como uma guarnição, torna-se "choque" de tempero. Ele é usado extensivamente nas culinárias francesa e grega, bem como nas culinárias cajun, da Louisiana e do Quebec.
Um clássico dos bistrôs franceses e do Quebec é o Chips Persillade, cubos de batatas fritas em uma pequena quantidade de óleo, com persillade adicionado ao final do cozimento, e, às vezes, pode ser combinado com o poutine do Quebec para produzir um híbrido prato chamado poutine persillade. Persillade também é popular na Louisiana; o chef de Nova Orleans Austin Leslie tem como prato-assinatura frango frito com persillade.

## Variações
A simplicidade da combinação básica convida a variações, através da adição de outros ingredientes ou substituição de outras ervas, tais como folhas de louro, orégano, manjericão ou de estragão, de salsa, etc. Combinado com migalhas de pão moídas, é usado como uma crosta de assado de vitela ou costeletas de cordeiro. A adição de raspas de limão cria a gremolata, uma tradicional guarnição para o assado de cordeiro. A anchova é um adição comum na culinária provençal. Uma pequena quantidade de óleo de oliva é muitas vezes adicionado à persillade para torná-la mais fácil de se trabalhar.